# Риза Богородицы

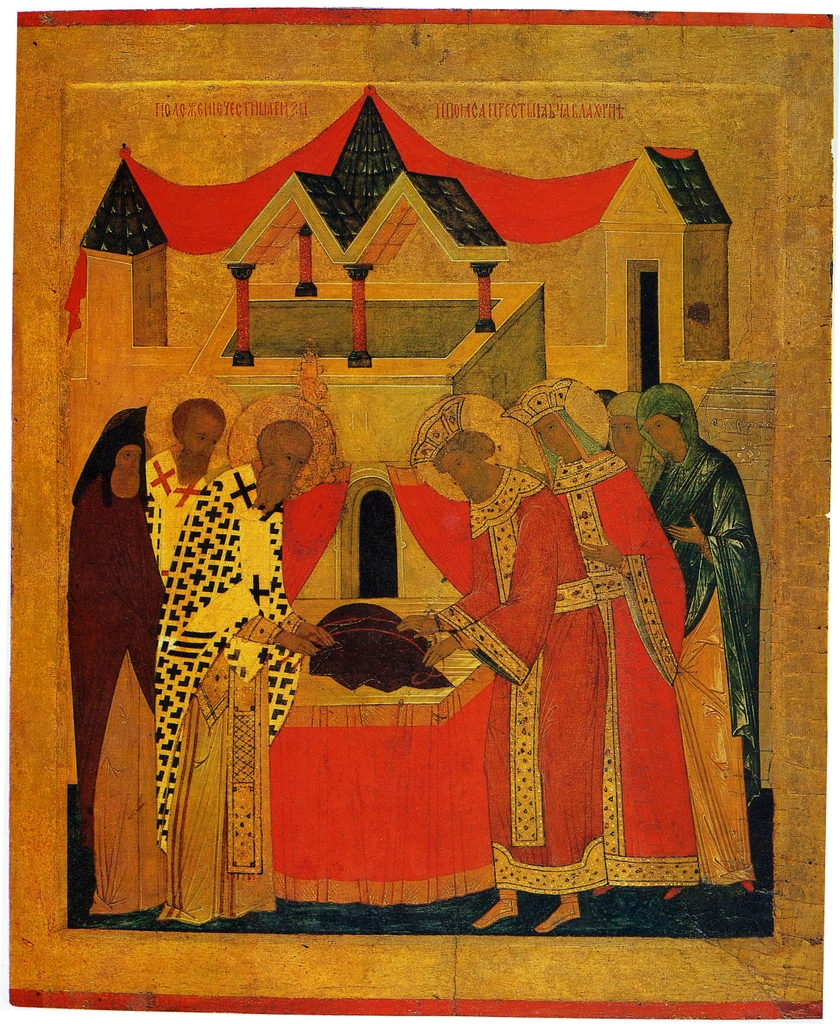
Положение Ризы Богоматери. Храмовая икона церкви Ризоположения из села Бородава
(мастерская Дионисия (?), 1485 год, Кирилло-Белозерский музей)

Ри́за Богоро́дицы (греч. Ἐσθῆτος τῆς Θεοτόκου) — почитаемая в Православной церкви реликвия, одежда (риза), принадлежавшая, по преданию, Деве Марии.
В честь реликвии установлено празднование — «Положение честно́й Ризы Пресвятой Богородицы во Влахерне» (Ризополо́жение ср. или праздник положения риз, праздник положения ризы Богоматерней в церкви Влахернской, в Царьграде), совершаемое  2 (15) июля.

## Происхождение реликвии
Согласно преданию, риза Богородицы была обретена двумя византийскими аристократами, родными братьями Галвином и Кандидом, которые в царствование императора Льва I (457—474 годы) совершали паломничество к палестинским святыням. В Назарете они остановились на ночлег в доме пожилой женщины-еврейки, где увидели комнату со множеством горящих свечей, непрерывно воскуряемым фимиамом и множеством больных, жаждущих исцеления. В ответ на вопрос, с чем связано такое почитание этого места, они услышали следующую историю:

Здесь мною хранится риза родившей Христа Бога Пречистой Девы Марии. Когда Она преставлялась от земли к небесам, при Её погребении находилась одна из моих прародительниц — вдовица; ей по завещанию самой Пречистой Богородицы, была отдана та честная риза; она же, получивши ту ризу, сохраняла её у себя с благоговением во все дни жизни своей; умирая, она отдала ризу для хранения одной девице из своего рода, заповедавши ей с клятвою сохранять в чистоте ради чести самой Богородицы не только ту честную ризу Пресвятой Богородицы, но и самое девство своё.
— «Сказание о положении честной ризы Пречистой Девы Богородицы во Влахернской церкви»

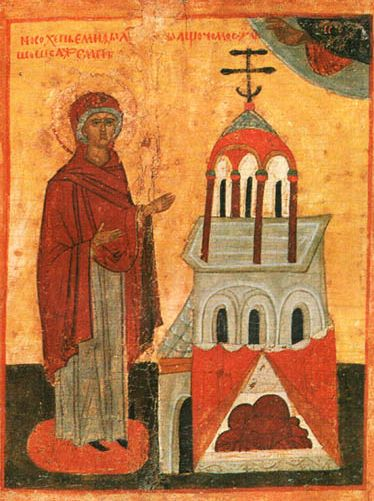
Деталь иконы «Положение ризы Богоматери, с избранными святыми на полях» (середина XVI века)

Получив возможность провести ночь рядом со святыней, братья измерили ковчег, в котором она хранилась, а затем в Иерусалиме заказали изготовить его копию и златотканый покров на него. На обратном пути в Назарете они подменили ковчег с Ризой и привезли реликвию в Константинополь.
Братья поместили Ризу в своей домовой церкви и тайно хранили её, но, согласно преданию, многочисленные чудеса, происходившие от неё, заставили их сообщить о реликвии византийскому императору и константинопольскому патриарху Геннадию I. После чего, в 458 году, Риза была положена во храме Божией Матери, построенном на берегу Влахернского залива (Влахернская церковь). В честь этого события было установлено ежегодное празднование «Положение Ризы Пресвятой Богородицы во Влахерне».
Позднее в ковчег с Ризой были помещены омофор и часть пояса Богородицы, обнаруженные в гробнице Богородицы, вскрытой по решению Шестого вселенского собора. Это обстоятельство отразилось на православной иконографии праздника, объединяющей два события: положение Ризы и положение пояса Богоматери во Влахерне.
О нахождении Ризы Богородицы во Влахерне свидетельствует русский паломник XIV века Стефан Новгородец:

…пошли мы во Влахерну, в церковь святой Богородицы, где находятся риза, и пояс, и головной покров, который на голове её был. А лежит это в алтаре на престоле, спрятанным в ковчеге, так же как и Страсти Господни, и даже еще крепче бережется: приковано железными цепями, а сам ковчег сделан из камня очень искусно.— «Хождение Стефана Новгородца»
О своём поклонении в 1387 году Ризе пишет и митрополит Киевский и всея Руси Пимен, сообщая, что он в день положения Ризы Богоматери был во Влахерне и целовал там раку, в которой лежат риза и пояс Богородицы.
После пожара 1434 года, уничтожившего Влахернскую церковь, местонахождение Ризы теряется. Известно о нахождении её частиц в разных местах: в России в Ковчеге Дионисия, в Латеранской базилике Рима, Влахернская церковь в Зугдиди и ряде других мест.

## Чудеса, связанные с реликвией

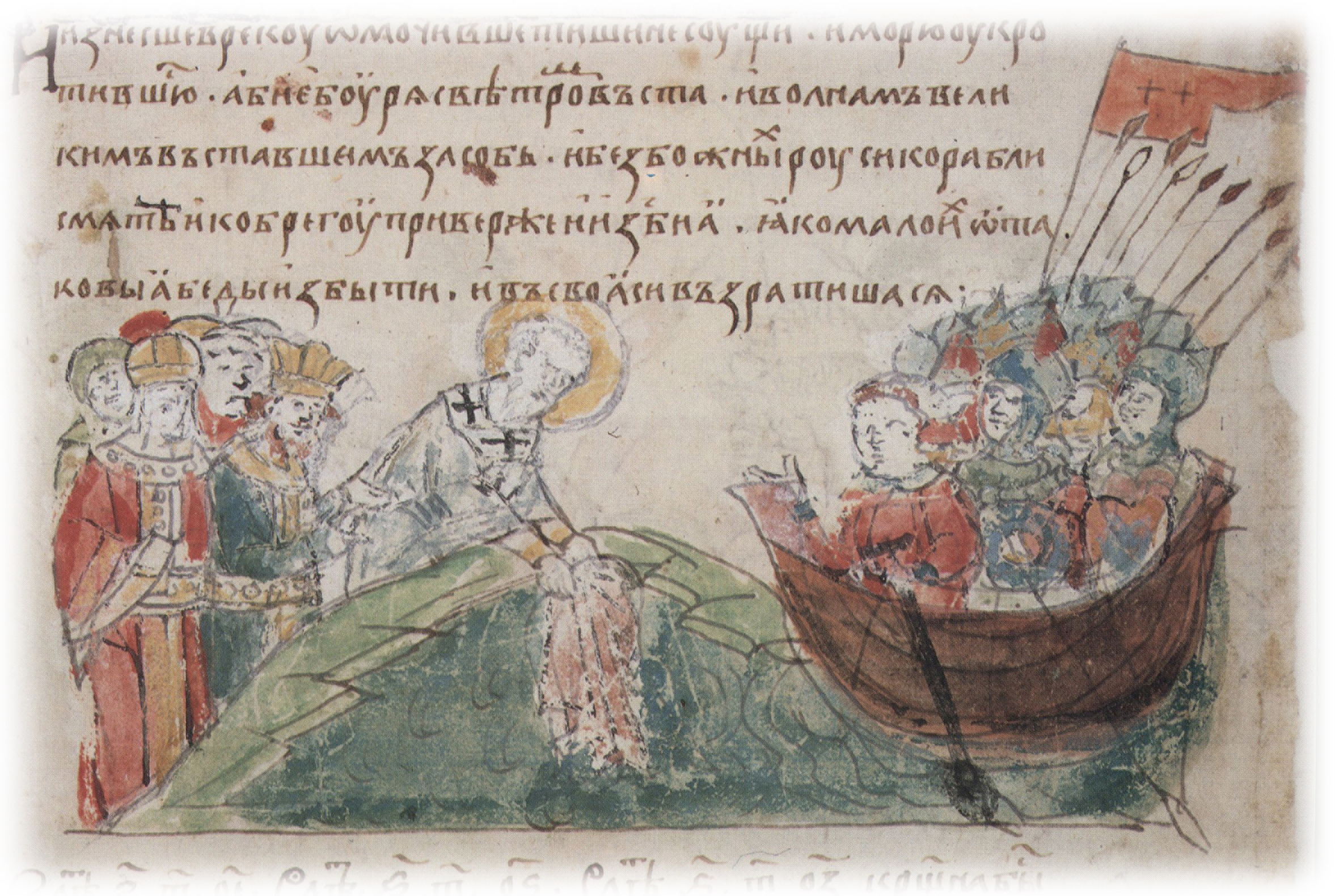
Чудесное спасение Константинополя при помощи Ризы Богоматери. Миниатюра из Радзивилловской летописи, конец XV века

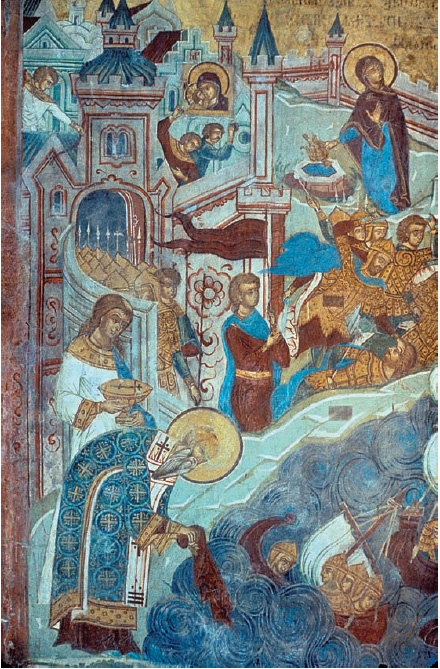
Чудесное спасение Константинополя при помощи Ризы Богоматери.
Фреска Княгинина монастыря, 1648

Наиболее известным чудом, связанным с Ризой Богородицы, является легендарное спасение Константинополя в 860 году от набега русов. Сохранились тексты гомилий (проповедей), с которыми патриарх Фотий обратился к жителям Константинополя во время его осады русами и вскоре после их отступления. Вторая гомилия предположительно датируется 4 августа, к этому времени русы покинули окрестности города. Фотий сообщает, что нападавшие ушли с огромной добычей. Он ничего не говорит о причине ухода русов, рассматривая как чудо, что они не взяли Константинополь:

Ибо как только облачение Девы обошло стены, варвары, отказавшись от осады, снялись с лагеря, и мы были искуплены от предстоящего плена и удостоились нежданного спасения… Неожиданным оказалось нашествие врагов — нечаянным явилось и отступление их…
— Вторая гомилия Фотия «На нашествие росов»
Более поздние авторы, такие как продолжатель хроники Георгия Амартола, Лев Грамматик и Феодосий Мелитенский, сообщают, что император Михаил III быстро без войска вернулся в столицу, «едва пробравшись», и вместе с Фотием вознёс молитвы к Богу, погрузил Ризу Богородицы в море. Внезапно поднялась сильная буря и разметала суда русов, после чего те бежали. Эту легенду повторяют ещё более поздние «Брюссельская хроника» и «Повесть временных лет».
По церковному преданию, в память об этом событии был написан первый акафист Богородицы, который был впервые прочтён ночью во Влахернском храме после чудесного избавления города от неприятельского флота. Данный акафист стал частью службы Акафистной Субботы — праздника и чинопоследования Православной Церкви, совершаемого в субботу пятой седмицы Великого поста. Канон к этому празднику был написан в IX веке Иосифом Студитом.

## Почитание в России

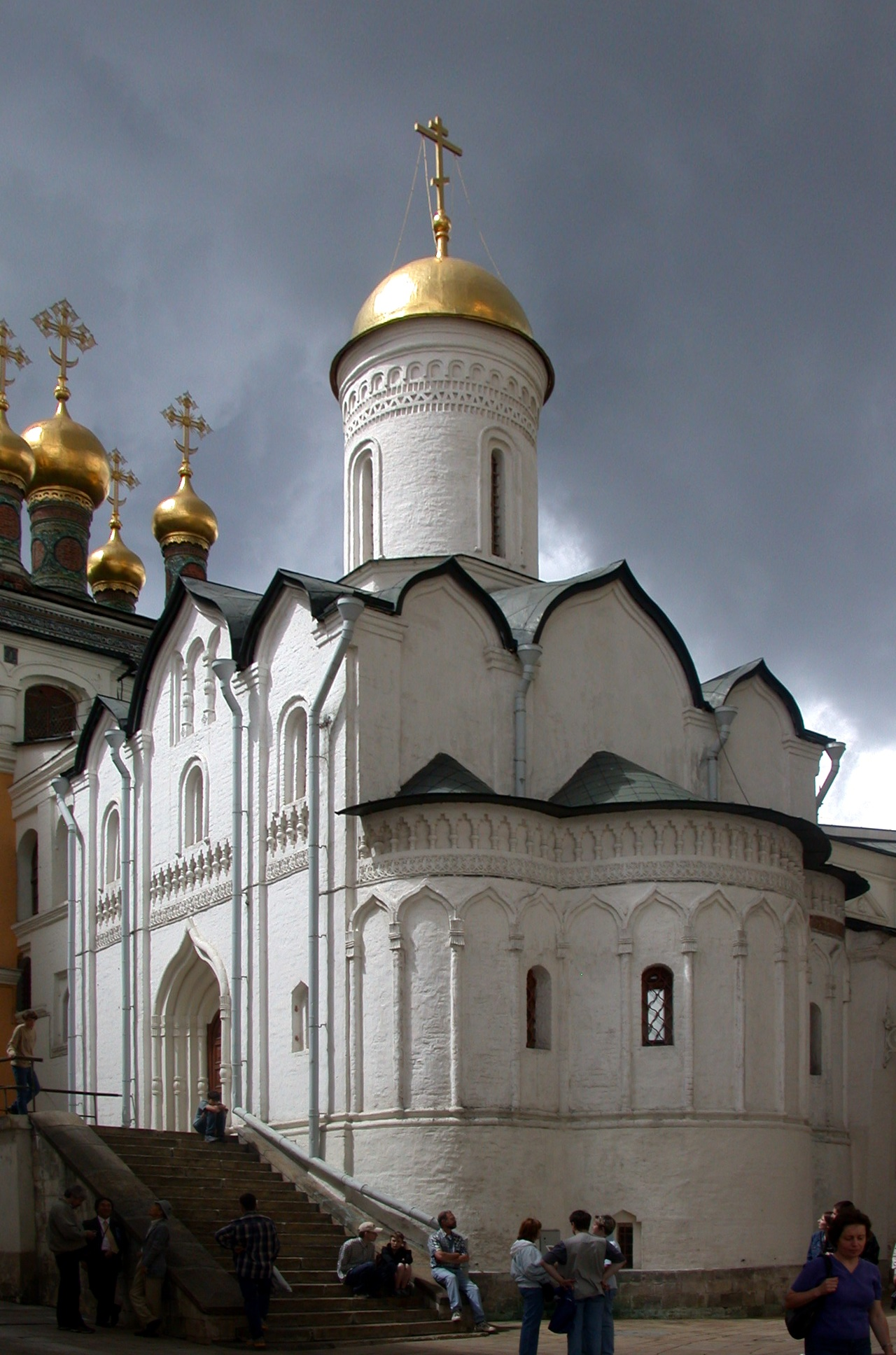
Храм Ризоположения в Московском Кремле

Частица Ризы Богородицы появилась в России в XIV веке. Она была приобретена в Константинополе Дионисием Суздальским в числе прочих реликвий, вошедших в состав «ковчега Дионисия», ставшего значимой реликвией московских великих князей. В честь праздника Ризоположения было построено множество храмов и монастырей, в том числе в Московском Кремле (Церковь Ризоположения (в Московском Кремле)). Другая часть Ризы в XVII веке попала в Успенский собор Кремля стараниями князя Василия Голицына. (Не путать с Ризой Господней, положенной в Москве в 1-й пол. XVI века).
После изъятия церковных ценностей советской властью реликвия попала в музеи Московского Кремля. В 2008 году президентом России Дмитрием Медведевым часть Ризы Богородицы в числе прочих реликвий была передана Московской патриархии.